# Milano-Sanremo 1961
La Milano-Sanremo 1961, cinquantaduesima edizione della corsa, fu disputata il 18 marzo 1961, per un percorso totale di 288 km. Fu vinta dal francese Raymond Poulidor, giunto al traguardo con il tempo di 7h41'07" alla media di 37,474 km/h davanti a Rik Van Looy e Rino Benedetti.
I ciclisti che partirono da Milano furono 214; coloro che tagliarono il traguardo a Sanremo furono 126.

## Ordine d'arrivo (Top 10)
| Pos. | Corridore        | Squadra       | Tempo    |
| ---- | ---------------- | ------------- | -------- |
| 1    | Raymond Poulidor | Mercier-BP    | 7h41'07" |
| 2    | Rik Van Looy     | Faema         | a 3"     |
| 3    | Rino Benedetti   | Ignis         | s.t.     |
| 4    | Dino Bruni       | Ignis         | s.t.     |
| 5    | Michel Van Aerde | Carpano       | s.t.     |
| 6    | Dino Liviero     | Torpado       | s.t.     |
| 7    | Walter Martin    | Carpano       | s.t.     |
| 8    | André Darrigade  | Alcyon-Leroux | s.t.     |
| 9    | Pietro Musone    | Philco        | s.t.     |
| 10   | Jo de Haan       | Saint-Raphaël | s.t.     |